# Voronivka, Putîvl
Voronivka (în ucraineană Воронівка) este un sat în comuna Mazivka din raionul Putîvl, regiunea Sumî, Ucraina.

## Demografie
Componența lingvistică a localității Voronivka
     Rusă (95,73%)
     Ucraineană (4,27%)
Conform recensământului din 2001, majoritatea populației localității Voronivka era vorbitoare de rusă (95,73%), existând în minoritate și vorbitori de ucraineană (4,27%).